# Carew Tower
Carew Tower – drugi najwyższy budynek w Cincinnati, w stanie Ohio, w Stanach Zjednoczonych, o wysokości 574 ft (175 m). Budynek został ukończony w 1930 r. i liczy 49 kondygnacji. Carew Tower został wpisany do rejestru zabytków narodowych w dniu 19 kwietnia 1994 r. Nazwa budynku pochodzi od nazwiska właściciela sieci domów towarowych Mabley & Carew – Josepha T. Carew – które wcześniej (od 1877 r.) mieściły się pod tym adresem.
Kompleks składa się z hotelu Hilton Cincinnati Netherland Plaza (dawniej Omni Netherland Plaza), który uzwanany jest za doskonały przykład francuskiej architektury art déco i był używany jako wzór dla Empire State Building w Nowym Jorku. Sala bankietowa Hall of Mirrors została zainspirowana Hall of Mirrors w Pałacu Wersalskim.
Wieża pozostawała najwyższym budynkiem w mieście, aż do 13 lipca 2010 r., kiedy ukończony został budynek Great American Tower przy Queen City Square, wyższym o 86 ft (26 m) od wieży Carew. Do tego czasu Cincinnati było jednym z ostatnich największych miast w Ameryce, których najwyższy budynek był zbudowany przed II wojną światową.